# جئونیمز
جئونیمز (به انگلیسی: GeoNames) یا نام‌های جغرافیایی، یک بانک اطلاعاتی جغرافیایی ست که بواسطه سرویس‌های اینترنتی مختلفی تحت مجوز کریتیو کامنز قابل دسترسی می‌باشد. وب سایت‌ها از خدمات این سامانه برای اهدافی چون لیست کردن نام مناطق مختلف جهان یا تشخیص موقعیت جغرافیایی کاربران استفاده می‌کنند و در فریم ورک‌های مختلف برنامه‌نویسی وب برای آن پلاگین مرتبط ایجاد شده‌است.

## بانک اطلاعاتی و خدمات وب
بانک دادهٔ جئو نیمز حاوی بیش از ۱۰٬۰۰۰٬۰۰۰ جای نام مرتبط با بیش از ۷٬۵۰۰٬۰۰۰ مشخصات منحصر به فرد است.